# Битва при Аускуле (279 до н. э.)
Би́тва при Ау́скуле — сражение Пирровой войны между римлянами консула Публия Деция Муса и объединёнными силами италийских племён и армии Эпира под командованием царя Пирра, произошедшее в 279 году до н. э. около города Аускула (ныне Асколи-Сатриано) в Италии.

## Силы сторон
Эта битва была вторым столкновением между армией, состоящей из фаланг, и римскими легионами. Обе армии были равны по численности.
Армия римлян насчитывала 40 000 кавалерии и пехоты и 300 устройств против боевых слонов. После битвы при Гераклее, в которой боевые слоны оказали серьёзное воздействие на римлян, легионы были оснащены воспламеняющимся оружием.
Армия Пирра состояла из македонской пехоты и кавалерии, его собственных отрядов, греческой наёмной пехоты, союзных италийских греков, включая ополчение Тарента, 20 слонов и самнитской пехоты и кавалерии. Преимущество греческой армии заключалось в численности кавалерии и 20 слонах. Чтобы противостоять более гибким римским легионам, Пирр использовал фаланги в совокупности с лёгкими италийскими отрядами.

## Ход битвы
Битва продолжалась в течение двух дней. В соответствии с военными традициями того времени, обе армии расположили кавалерию на флангах, а пехоту в центре. Пирр держал свою караульную кавалерию в резерве за центром под своим командованием. Первоначально слоны также находились в резерве.
В первый день кавалерия Пирра и слоны были блокированы лесами и склонами, где происходила битва, тем не менее италийские солдаты в фалангах сражались неплохо. Македоняне разбили первый римский легион и латинских союзников на их левом фланге, но третий и четвёртый римские легионы нанесли поражение тарантийцам, осканам и эпиротам в центре армии Пирра. Тем временем даунийцы атаковали его лагерь. Пирр отправил резервную кавалерию в прорыв, а также кавалерию и несколько слонов, чтобы вывести из битвы даунийцев. Когда они отступили к крутому склону, Пирр отправил слонов против третьего и четвёртого легионов; эти легионы также отступили на лесистые высоты, но приняли на себя огонь лучников и пращников, сопровождавших слонов, и не могли ничем ответить. Пирр отправил атаманскую, акарнскую и самнитскую пехоту выбить римлян из лесов, однако она была перехвачена римской кавалерией. Обе стороны отступили к сумеркам, при этом ни одна из них не имела значительного преимущества.
С рассветом Пирр отправил лёгкую пехоту занять сложную позицию, которая оказалась уязвимым местом в предыдущий день, чтобы заставить римлян сражаться на ограниченном открытом пространстве. Как и в битве при Гераклее столкновение легионов с фалангами продолжалось до тех пор, пока слоны при поддержке лёгкой пехоты не сминали римские линии. На этот случай были оставлены устройства против слонов, которые в течение короткого времени доказали свою эффективность. Однако они были захвачены псилами, которые противостояли римским кавалеристам. Слоны затем атаковали римскую пехоту. Пирр одновременно приказал атаковать караульной кавалерии, которая завершила полный разгром. Римляне отступили к своему лагерю.
Потери римлян составили 6000 убитых, Пирра — 3500, включая большое количество его офицеров. Победа в битве стоила Пирру таких больших потерь в войске, что он воскликнул: «Ещё одна такая победа, и я останусь без армии!» Отсюда возникло выражение «пиррова победа» в значении: сомнительная победа, не оправдывающая понесённых за неё потерь.

## Последствия
Несмотря на победу, положение армии Пирра было отчаянным, и он предложил Риму перемирие. Но римский сенат отказался заключать любые соглашения с Пирром, который был вынужден остаться в Италии для защиты греческих городов. Однако этим он лишил греков возможности заключить мир с Римом, в результате многие из них отказали ему в поддержке. В это время Рим заключает союз против Пирра с Карфагеном. Наконец, войско Пирра было разбито в битве при Беневенто (275 до н. э.), после чего он вернулся на родину.